# 이즈미추오역 (가나가와현)
이즈미추오역(일본어: いずみ中央駅)은 일본 가나가와현 요코하마시 이즈미구에 위치한 역이다. 역 번호는 SO35이다.

## 역 구조
섬식 승강장 1면 2선의 고가역이다. 승강장은 3층에, 개찰구는 1층에 있는 계단 외, 엘리베이터와 에스컬레이터가 설치되어 있다. 역은 역 건물(이즈미추오 라이프)와 구조적으로 일체화되고 있다. 이 건물에는 상업 시설 및 이즈미 구민 문화 센터가 입주하고 있다.

### 승강장
| 번호 | 노선        | 방향 | 행선                                                                     |
| ---- | ----------- | ---- | ------------------------------------------------------------------------ |
| 1    | 이즈미노 선 | 하행 | 쇼난다이 방면                                                            |
| 2    | 이즈미노 선 | 상행 | 이즈미노・후타마타가와・요코하마・(후타마타가와 방향)야마토・에비나 방면 |

## 역 주변
- 요코하마 시 이즈미 구민 문화 센터
- 요코하마 신용 금고 이즈미추오 지점
- 요코하마 은행 이즈미추오 역전 출장소
- 이즈미 구 종합 청사
- 이즈미 구청
- 요코하마 시 소방국 이즈미 소방서
- 이즈미 보건소
- 요코하마 시 이즈미 공회당
- 요코하마 은행 이즈미 구 종합 청사 출장소
- 가나가와 현도 22호 요코하마이세하라 선
- 환상 4호선
- 이즈미카와 친수 광장
- 이즈미 경찰서 가미이이다 파출소
- 요코하마 시립 나카와다 초등학교
- 요코하마 시립 나카와다 중학교
- 가나가와 현립 요코하마 슈유칸 고등 학교(구, 가나가와 현립 이즈미 고등학교)
- 요코하마 지하철 블루 라인 다테바 역 - 도보 15분.
- 로 피어 이즈미추오
- 다이소 요코하마 이즈미추오점
- 세븐일레븐 요코하마 이즈미가미이이다점
- 훼미리마트 이즈미추오점, 요코하마 이즈미점
- 로손 요코하마 이즈미추오점
- 요코하마 나카와다 우체국
- 요코하마 농협 이즈미 지점
- 요코하마 농협 이이다 지점
- 요코하마 은행 이즈미 지점
- 이토 요카도 다테바점
- 요크 마트 다테바점

## 역사
- 1990년 4월 4일: 당시는 종착역이었음.
- 1999년
  - 2월 27일: 쾌속 운행이 시작되어 정차역이 됨.
  - 3월 10일: 이즈미노 선이 쇼난다이 역까지 연장되어 중간역이 됨.

## 인접역
| 사가미 철도 이즈미노 선     | 사가미 철도 이즈미노 선 | 사가미 철도 이즈미노 선       |
| --------------------------- | ----------------------- | ----------------------------- |
| SO34 이즈미노 요코하마 방면 | ■ 쾌속 ■ 각역정차       | 유메가오카 SO36 쇼난다이 방면 |